# Petén-Itzá-See
Der Petén-Itzá-See (spanisch Lago Petén Itzá) ist nach dem Izabal-See und dem Lago de Atitlán der drittgrößte See Guatemalas.

## Fakten
Der etwa 32 km lange und 5 km breite Petén-Itzá-See hat eine Fläche von ca. 99 km² und ist bis zu 160 m tief. Im Jahresverlauf schwankt der Wasserstand normalerweise um bis zu 2 m; ungefähr alle 10 Jahre gibt es aber auch Schwankungen von ca. 10 m, deren Ursachen bislang nicht bekannt sind. Die jährliche Regenmenge beträgt ca. 1300 mm.

## Lage
Der Petén-Itzá-See liegt inmitten des Departamentos El Petén auf etwa 110 m Höhe. Flores, die Hauptstadt des Departamentos, liegt auf einer Insel nahe dem Südufer, die über eine Brücke mit den größeren Vororten San Benito und Santa Elena verbunden ist.

## Naturschutzgebiet
Auf dem nordöstlichen Ufer des Sees befindet sich das Naturschutzgebiet Cerro Cahui mit einem von einer Hochschule unterhaltenen Wildpark.

## Tourismus
Dank der streckenweise gut ausgebauten Fernstraße nach Guatemala-Stadt bzw. des bei San Benito liegenden Flughafen Flores konnte sich der Petén-Itzá-See mit der Stadt Flores seit den letzten Jahrzehnten des 20. Jahrhunderts zu einem Touristenziel entwickeln. Wichtigste Attraktion in der Umgebung ist die etwa 50 km nördlich gelegene Maya-Stadt Tikal.